# В. С. К. Валасаи
В. С. К. Валасаи (англ. V. S. K. Valasai) — город в индийском штате Тамилнад в округе Диндуккал. Средняя высота над уровнем моря — 267 метров. По данным всеиндийской переписи 2011 года, в городе проживало 17 865 человек, из которых мужчины составляли 50 %, женщины — соответственно 50 %. Уровень грамотности взрослого населения составлял 79 % (при общеиндийском показателе 59,5 %). Уровень грамотности среди мужчин составлял 84 %, среди женщин — 74 %. 10 % населения было моложе 6 лет.